# Karl Marlantes

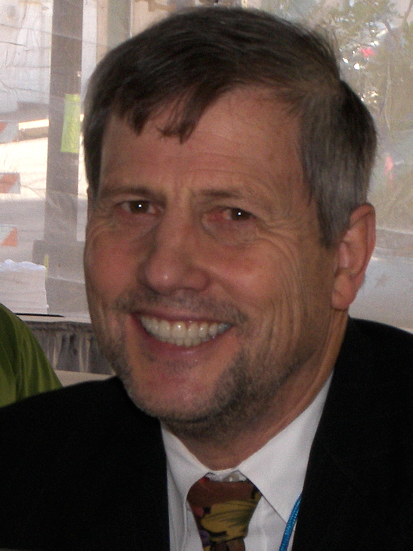
Karl Marlantes tijdens het 2010 Texas Book Festival.

Karl Marlantes (1945) is een Amerikaans auteur en veteraan van de oorlog in Vietnam.
Marlantes debuteerde met zijn roman Matterhorn in 2010. De roman beschrijft zijn ervaringen als pelotons- en compagniescommandant (First Lieutenant) in de Vietnamoorlog. Het boek werd enthousiast ontvangen in de pers. Het duurde 33 jaar om het werk gepubliceerd te krijgen.
Met Matterhorn won Marlantes onder andere de Flaherty-Dunnan First Novel Prize (The Center for Fiction), de James Webb Award for Distinguished Fiction (Marine Corps Heritage Foundation), de Washington State Book Award en de William E. Colby Award (Pritzker Military Library).
Tijdens de Vietnamoorlog werden Marlantes verschillende onderscheidingen uitgereikt, onder andere het Navy Cross voor buitengewone moed als commandant van Company C (1st Battalion, 4th Marines, 3rd Marine Division (Reinforced), Fleet Marine Force) in operaties tegen de vijand in Vietnam van 1 tot 6 maart 1969. Daarnaast ontving hij een Bronze Star, twee Navy Commendation medailles voor moed, twee Purple Hearts en tien Air Medals voor zijn diensttijd in het U.S. Marine Corps in Vietnam.
Hij studeerde aan Yale University en Oxford University. In 1968, 22 jaar oud, verliet hij Oxford en trad toe tot het U.S. Marine Corps om in Vietnam te dienen.
Op 18 november 2011 was Karl Marlantes in Nederland: op het Crossing Border Festival in Den Haag werd hij een uur lang geïnterviewd door Frans Timmermans.